# 3977 Maxine
A 3977 Maxine (ideiglenes jelöléssel 1983 LM) a Naprendszer kisbolygóövében található aszteroida. Carolyn Shoemaker fedezte fel 1983. június 14-én.